# Nicolas Schmit
Nicolas Schmit (ur. 10 grudnia 1953 w Differdange) – luksemburski polityk, dyplomata i ekonomista, deputowany, działacz Luksemburskiej Socjalistycznej Partii Robotniczej, minister w kilku rządach, poseł do Parlamentu Europejskiego IX kadencji, w latach 2019–2024 członek Komisji Europejskiej.

## Życiorys
Absolwent studiów ekonomicznych w Institut d'études politiques d'Aix-en-Provence, uzyskał również dyplom DEA w zakresie stosunków międzynarodowych. Pod koniec lat 70. pracował na Université d’Aix-Marseille III. W 1979 został zatrudniony w luksemburskiej administracji państwowej, początkowo w biurze premiera, w 1983 przeszedł do służby dyplomatycznej. W 1984 objął stanowisko szefa gabinetu politycznego ministra spraw zagranicznych Jacques’a Poosa.
W 1989 został sekretarzem parlamentarnym Luksemburskiej Socjalistycznej Partii Robotniczej, a rok później radcą w stałym przedstawicielstwie Luksemburga przy Wspólnotach Europejskich w Brukseli. Od 1992 do 1998 kierował w MSZ departamentem zajmującym się międzynarodowymi stosunkami gospodarczymi i kooperacją. W 1998 został ambasadorem Luksemburga przy Unii Europejskiej, jako zastępca członka brał udział w pracach Konwentu Europejskiego.
W 2004 wszedł w skład rządu Jeana-Claude’a Junckera jako minister delegowany w resorcie spraw zagranicznych, odpowiadając także za kwestie imigracji. W 2009, 2013 i 2018 był wybierany na posła do Izby Deputowanych.
W 2009 został ministrem pracy, zatrudnienia i imigracji w kolejnym gabinecie Jeana-Claude’a Junckera. W 2013 u Xaviera Bettela powierzono mu funkcję ministra pracy. Zakończył urzędowanie w 2018. W 2019 został wybrany na eurodeputowanego IX kadencji.
W tym samym roku dołączył do Komisji Europejskiej kierowanej przez Ursulę von der Leyen (z kadencją od 1 grudnia 2019) jako komisarz do spraw miejsc pracy i praw socjalnych. W wyborach europejskich w 2024 był głównym kandydatem Partii Europejskich Socjalistów. W KE zasiadał do końca kadencji w tym samym roku.